# Volkan Döne
Volkan Döne (Rize, 19 febbraio 1987) è un pallavolista turco, libero dell'Halkbank.

## Carriera

### Club
La carriera di Volkan Döne inizia a livello giovanile col Fındıklı, che lascia nella stagione 2007-08 per giocare nel campionato turco cadetto col Torul Lisesi, in seguito rinominato Torul Gençlerbirliği: milita nel club per quattro annate, centrando nel 2012 la promozione in Voleybol 1. Ligi, debuttandovi quindi nella stagione 2010-11.
Dopo un'annata in serie cadetta col Düzce, nel campionato 2012-13 torna in massima serie con l'ora rinominato Gümüşhane Torul, che lascia brevemente nel campionato seguente per giocare col Konak, prima di farvi ritorno nel dicembre 2013.
Nella stagione 2014-15 firma con lo Ziraat Bankası, venendo premiato come miglior libero del campionato e restandovi in forza per un totale di cinque annate, in cui vince la BVA Cup 2018 e dopo le quali, nel campionato 2019-20 passa all'Halkbank, conquistando altre due edizioni consecutive della BVA Cup, due edizioni della Coppa di Turchia e uno scudetto, ricevendo tre premi come miglior libero.

### Nazionale
Nel 2019 fa il suo esordio nella nazionale turca, con cui vince la medaglia d'oro all'European Golden League. Nel 2022 conquista la medaglia d'argento all'European Golden League e alla Volleyball Challenger Cup, mentre un anno dopo conquista due ori, sempre alla European Golden League e alla Volleyball Challenger Cup.

## Palmarès

### Club
- Campionato turco: 1

2023-24
- Coppa di Turchia: 2

2022-23, 2023-24
- BVA Cup: 3

2018, 2020, 2021

### Nazionale (competizioni minori)
- European Golden League 2019
- European Golden League 2022
- Volleyball Challenger Cup 2022
- European Golden League 2023
- Volleyball Challenger Cup 2023

### Premi individuali
- 2015 - Voleybol 1. Ligi: Miglior libero
- 2022 - Efeler Ligi: Miglior libero
- 2023 - Efeler Ligi: Miglior libero
- 2024 - Efeler Ligi: Miglior libero